# Rominoja
Rominoja este o arie protejată (arie specială de conservare — SAC, sit de importanță comunitară — SCI) din Finlanda întinsă pe o suprafață de 78 ha, integral pe uscat.

## Localizare
Centrul sitului Rominoja este situat la coordonatele 61°11′26″N 25°42′58″E / 61.1906°N 25.7161°E.

## Înființare
Situl Rominoja a fost declarat sit de importanță comunitară în august 1998 pentru a proteja 1 specie de plante și 1 specie de animale. Situl a fost protejat și ca arie specială de conservare în aprilie 2015.

## Biodiversitate
Situată în ecoregiunea boreală, aria protejată conține 5 habitate naturale: Lacuri și iazuri distrofice naturale, Pante stâncoase silicioase cu vegetație casmofită, Taiga vestică, Păduri fino-scandinave bogate în ierburi cu Picea abies, Mlaștini împădurite.
La baza desemnării sitului se află mai multe specii protejate:
- plante (1): Diplazium sibiricum
- mamifere (1): veveriță zburătoare siberiană (Pteromys volans)

Pe lângă speciile protejate, pe teritoriul sitului au mai fost identificate 1 specie de plante, 1 specie de pești.